# Сабо, Орест
Орест Сабо (венг. Szabó Oreszt; 8 октября 1867, Драгово, ныне Хустский район, Закарпатская область — между 1939 и 1944, Будапешт, Венгрия) — русинский венгерский политик, министр по делам Руськой Краины.

## Биография
Родился в смешанной венгерско-русинской семье. Учился юриспруденции в Будапештском университете. Работал секретарём в администрации комитата Берег. С 1902 года возглавлял Общество венгерских греко-католиков. С 1913 года работал в Министерстве внутренних дел в качестве секретаря министра.
После победы Революции астр в Венгрии и провозглашения автономии Закарпатья (под названием Руськой Краины) 1 декабря 1918 года был назначен уполномоченным нового республиканского правительства Михая Каройи по делам венгерских русинов, по-видимому — по квоте Социал-демократической партии Венгрии. 10 декабря 1918 года Орест Сабо созвал в Будапеште совещание на 200 человек для обсуждения будущей судьбы украинцев (русинов). 29 декабря 1918 года его пост был повышен до статуса министра, который он сохранил и в следующем правительстве Денеша Беринкеи. Внёс вклад в достижение взаимопонимания между кабинетом Каройи и русинской общиной, согласившейся остаться в составе Венгрии в обмен на территориальную автономию по швейцарскому образцу.
После прихода к власти в Венгрии левосоциалистического правительства Шандора Гарбаи (Венгерская советская республика) подал в отставку и отказался от предложенной ему должности народного комиссара Руськой Краины; 25 марта 1919 года им, после его отставки, стал Августин Штефан, а его заместителем (в должности политического поверенного Руськой Краины) — Иосиф Каминский.
Сам Сабо вернулся на родину и 8 апреля 1919 года попытался создать некоммунистический русско-краинский кабинет министров, однако попытка была неудачной. После этого он окончательно оставил политику. В 1939 году издал книгу «Об автономии русинской земли». Дальнейшая судьба неизвестна.

## Произведения
- A magyaroroszok (Ruthének), Budapest, 1913.
- Ruszinföld autonómiájáról, Budapest, 1939.